# Libanonkrokus
Crocus ochroleucus är en irisväxtart som beskrevs av Pierre Edmond Boissier och Charles Gaillardot. Crocus ochroleucus ingår i släktet krokusar, och familjen irisväxter. Inga underarter finns listade i Catalogue of Life.

## Bildgalleri

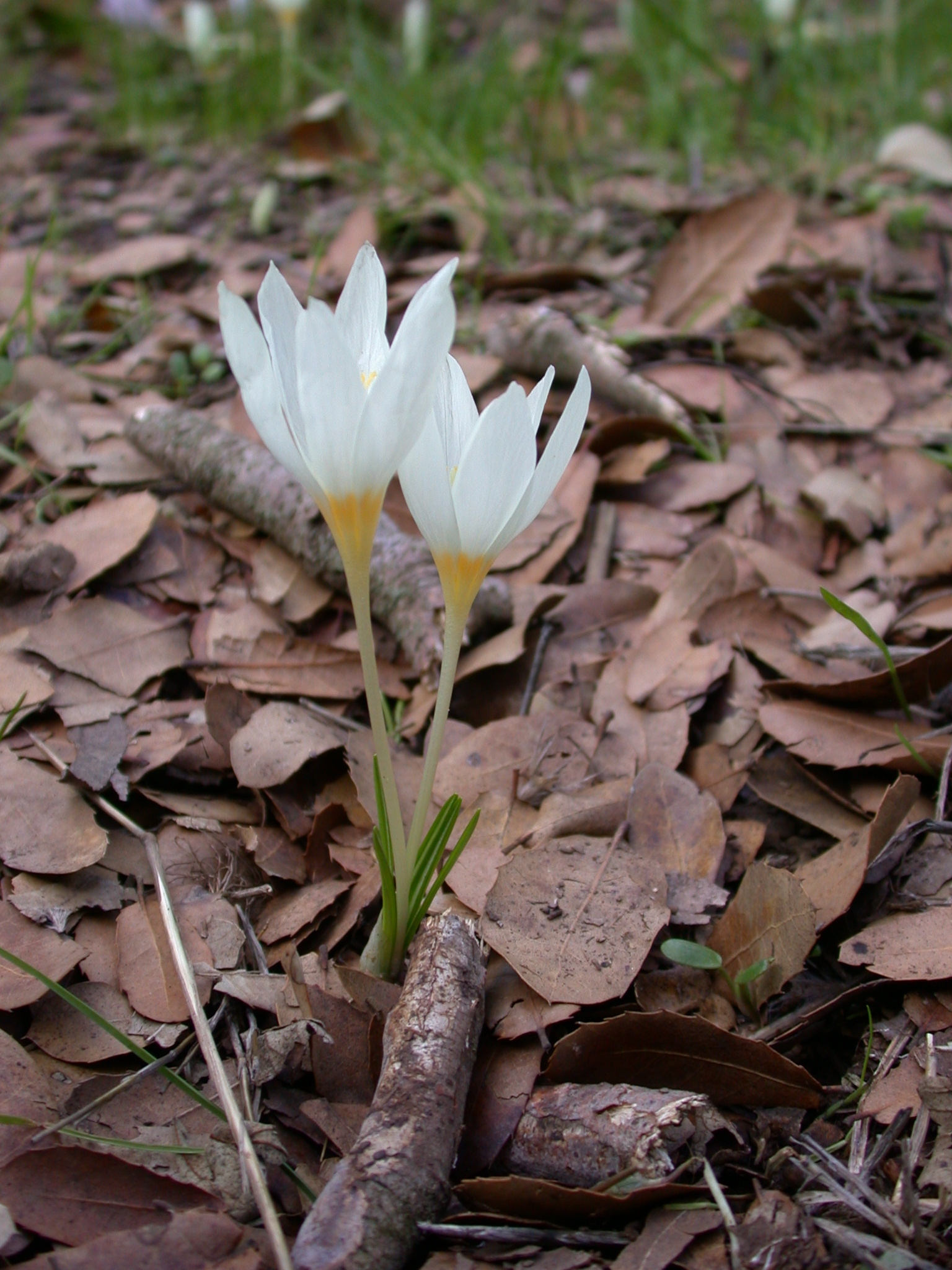
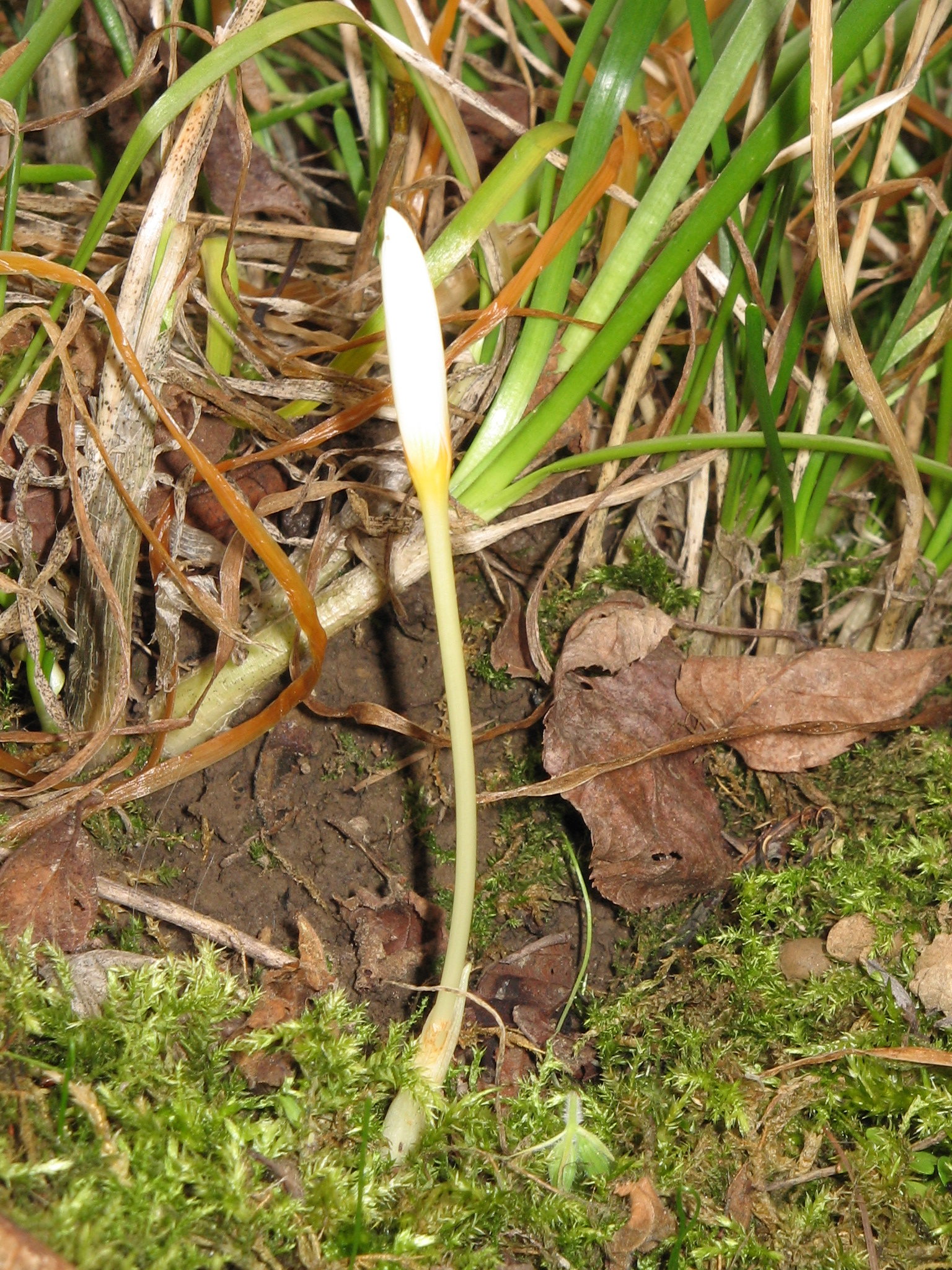
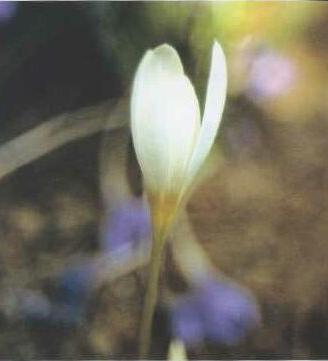
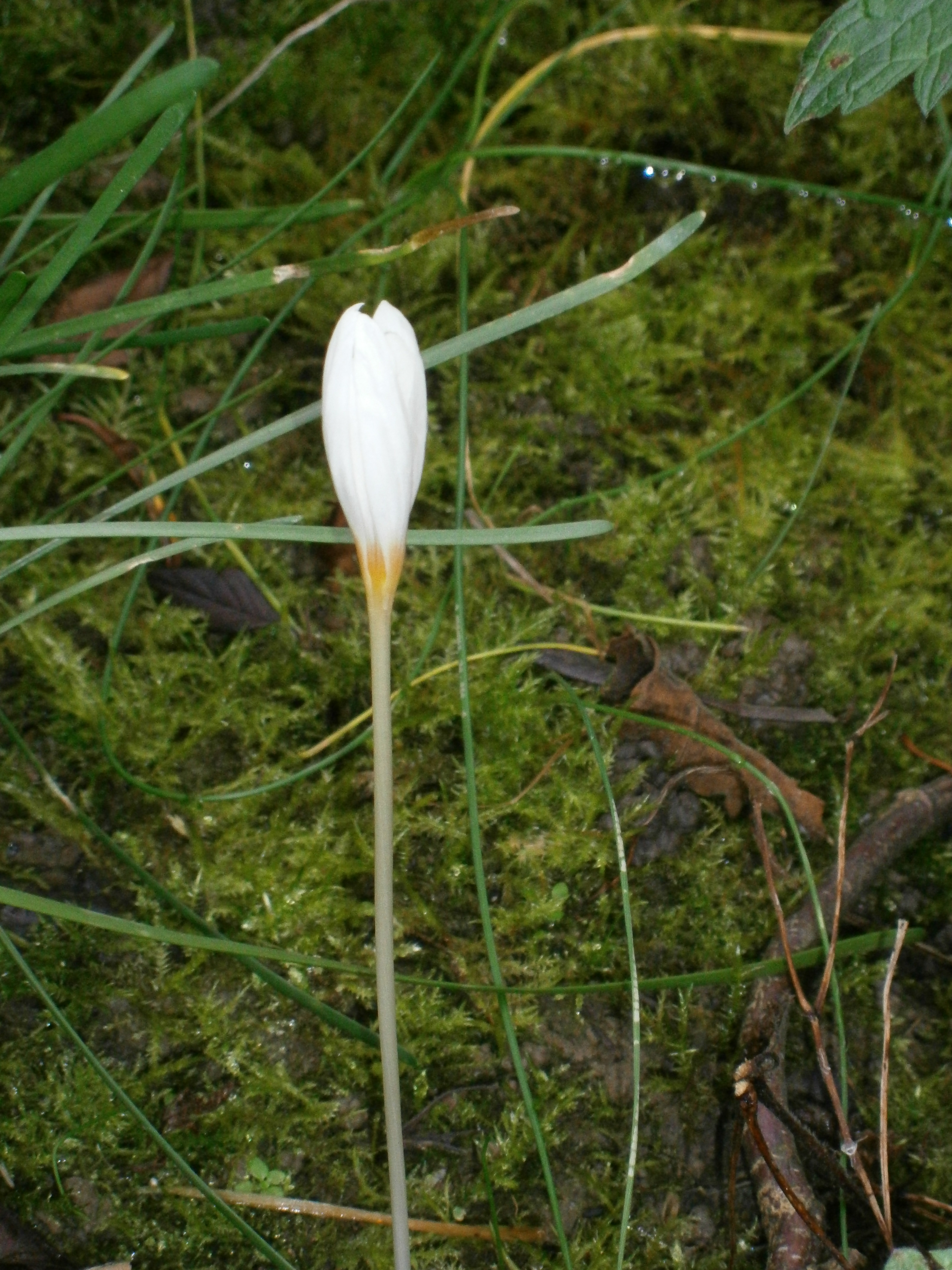
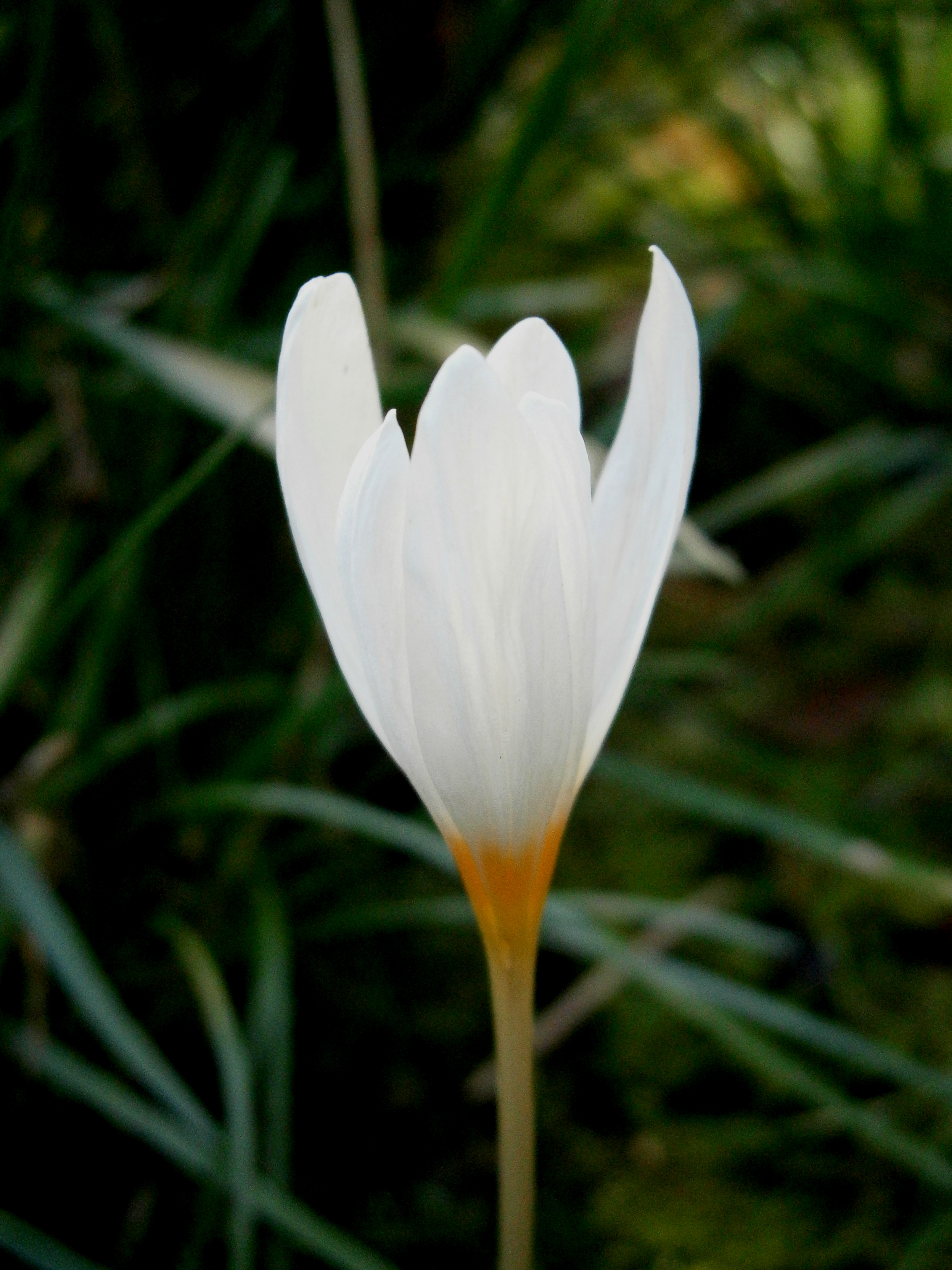
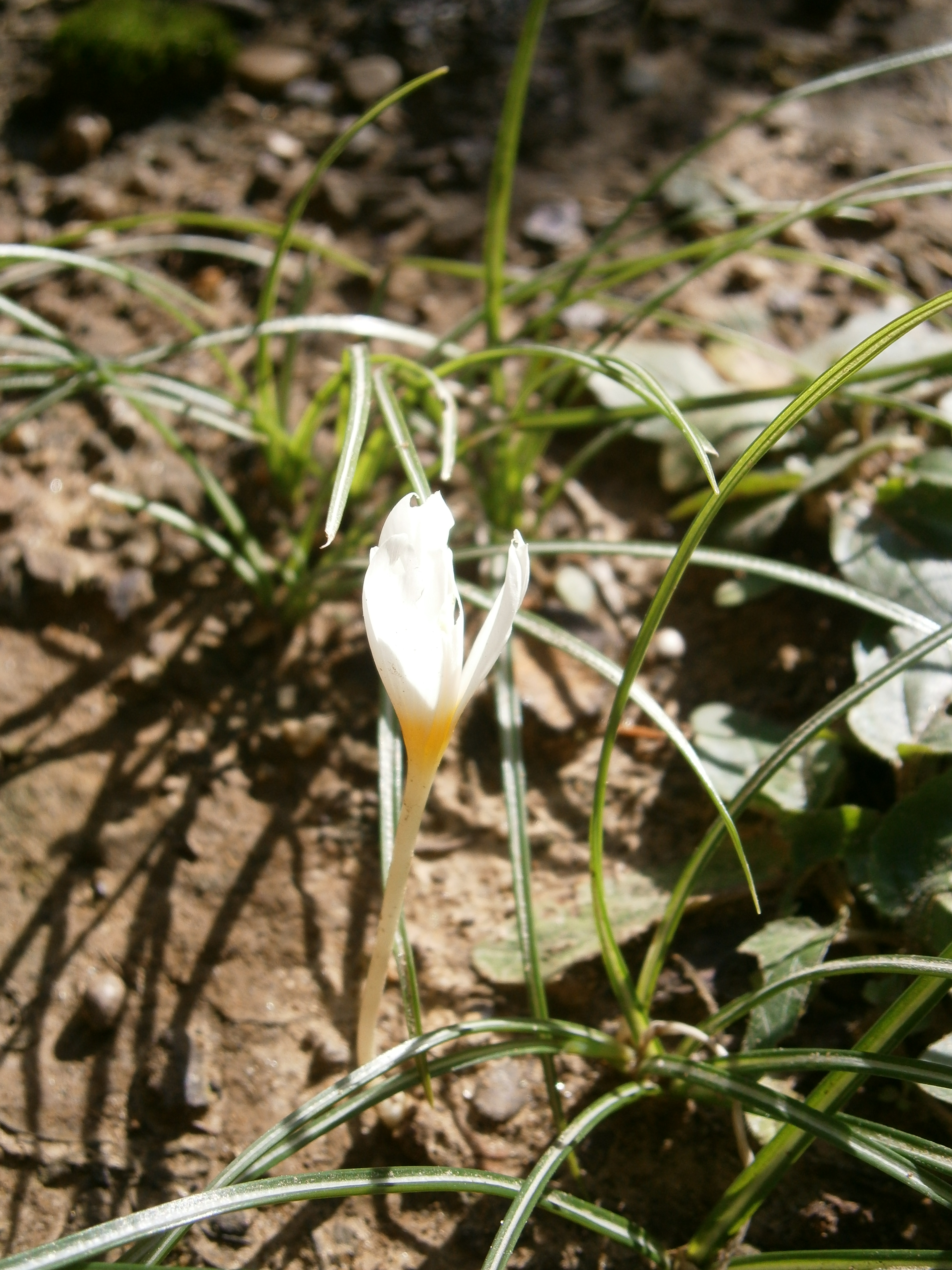